# プエブロ

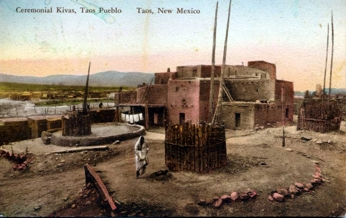
1920年頃のタオス・プエブロ

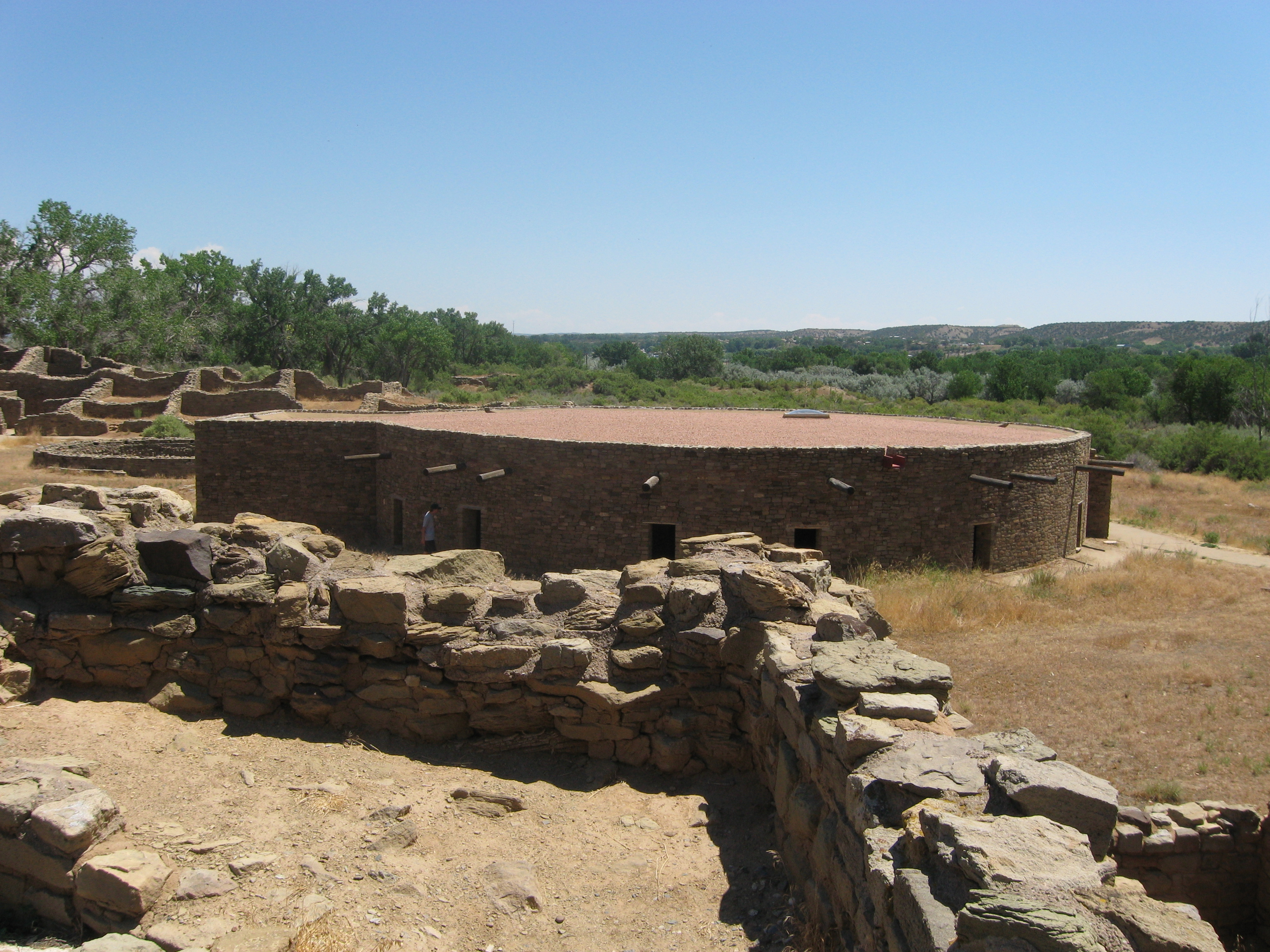
儀式や集会所として使用された円形の半地下施設kiva (集会所)

プエブロ（西: Pueblo）は、メキシコ北部とアメリカ合衆国南西部、特にニューメキシコ州やアリゾナ州に残るインディアンの伝統的な共同体、集落を指し、またそこに住むインディアンを集合的に呼んだ言葉。現在およそ35,000人のプエブロ・インディアンがいる。

## 語源と用法
「プエブロ」と言う名称は、スペイン人によって名づけられたもので、「人々」を意味するラテン語の単語 populus に由来するスペイン語の単語で「町」「集落」という意味。アドベと呼ばれる日干しレンガで作られたアパートのような集合住宅を構えていたことからこの名前がつけられた。

## 史跡としての集落

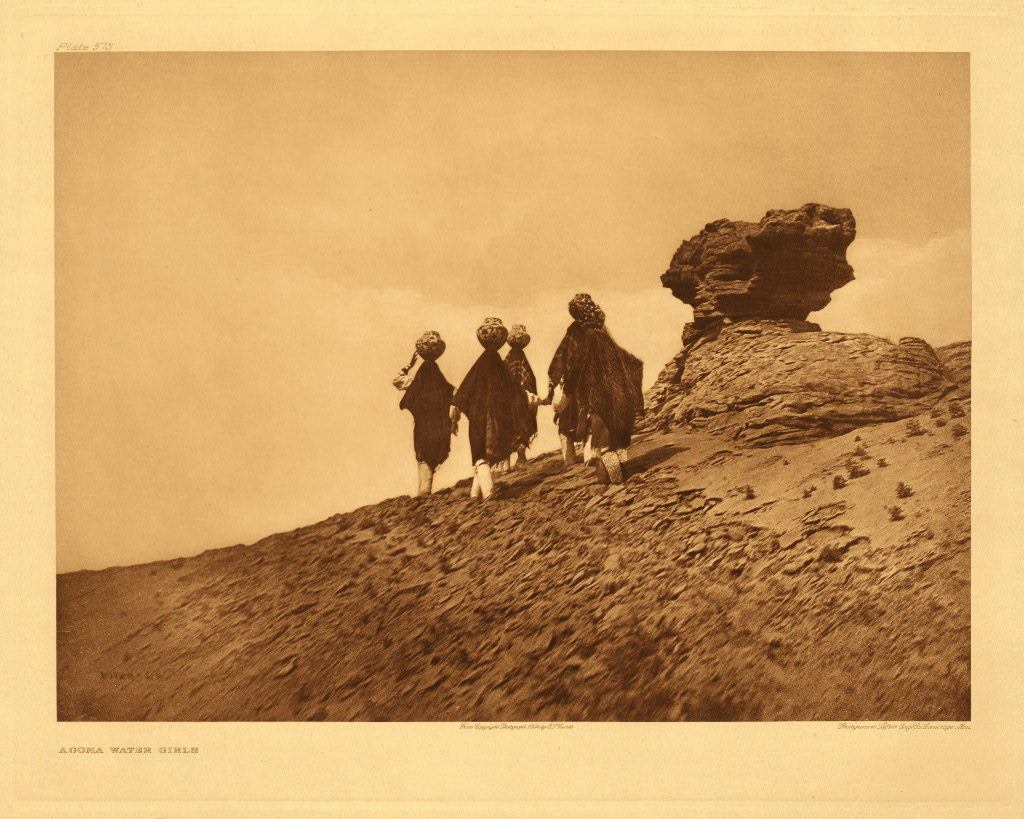
水を運ぶアコマ族の女性。エドワード・S・カーティス撮影

現在知られているおよそ25のプエブロ民族が、それぞれ現存するプエブロ集落を構えている。タオス、アコマ、ホピ、ズニなどが有名である。いくつかのプエブロ民族は、何世紀も続いているアドベで作られた集落に居住していて、そのうちタオス・プエブロはユネスコの世界遺産に登録されている。歴史的なプエブロ集落の居住者は、しばしば集落の外に他の家を持って住んでいる。プエブロ集落周辺の町や都市では、アドベ煉瓦かまたはそれに似せた工法による建築が多い。
また、現代のプエブロ集落に加えて、有史以前の起源を持つアナサジの居住地跡など、南西部の考古学的な関心が集まる史跡が多数点在している。

## 歴史
彼らはスペイン入植以前の三つの文化的グループの子孫であると考えられている。
- モゴヨン[2]
- ホホカム[3]
- アナサジ[4]

16世紀末にはスペイン人の入植が始まったが、リオグランデ川流域を囲む沙漠は、19世紀半ばまで大規模なヨーロッパ人の侵入を排除した。スペイン伝道所は、プエブロの宗教者や宗教施設を殺害・破壊してカトリックへの改宗を強制したが、プエブロのインディアンたちは伝統的な宗教を維持し続けた。キリスト教者による武力による宗教弾圧に対しては、1680年にはポペ率いる集団がプエブロの反乱を起こし、武力で抵抗した。
ナバホ族、コマンチ族、アパッチ族などの略奪部族は彼らの伝統的な敵であった。スペイン人は1692年以降、彼らの伝統的な敵を共通の敵とすることで同盟し、首尾よくニューメキシコを再征服することができた。

## 文化
プエブロ集落は大きな共同の建物で、それぞれの家族は建物のひとつの部屋に住んでいる。家族が大きくなったら、横に部屋が付け加えられる。タノア語ではないプエブロとヘメスの中では、部屋の所有権は主に母親から娘までの母系である。したがって、ホピやズニ、ケレス、またはヘメスの男性が離婚したら、彼は母親か姉妹の家に移動する。一方でタノア語のプエブロ（ヘメス以外）は父系である。
プエブロは、ほぼトウモロコシの農業のみによって定住自活するインディアングループである。彼らの宗教行事はトウモロコシの種付けから収穫祈願、雨乞いなどで構成されている。また、集落に近づくバッファローを狩ることもあり、バッファローの到来を祈る「バッファロー・ダンス」は、野生のバッファローが白人によって絶滅させられた現在も続けられている。
布を織ることはヨーロッパ人の到来以前にプエブロに知られていたが、彼らが機織りを知ったのがアステカよりも前なのか後なのかは不明である。しかし衣服は高価であったため、スペイン人の征服後にいつも装っていたというわけではなかった。他のインディアン部族の例にもれず、平素は動きやすい腰布姿だった。
銀細工に秀でた部族が多く、トルコ石と合わせた「インディアン・ジュエリー」などの工芸品は世界的に評価が高い。プエブロの筒型太鼓も民芸品として人気があり、サンタフェには彼らの工芸品を扱う専門店が常設されている。
アルバカーキには「プエブロ文化センター」があり、彼らの伝統的な宗教行事を見学できる場となっている。

### 食文化
農耕民族であるため、トウモロコシを中心にチリ、サヤエンドウ、タマネギ、ニンニク、ヤムイモ、カボチャ、ニンジンなどを食す。ホルノスという釣鐘型の野外用オーブンをパンや他の調理に使い、ベイクド・キャロットなどのラタトゥイユに似たオーブン料理がよく知られる。

## プエブロのリスト

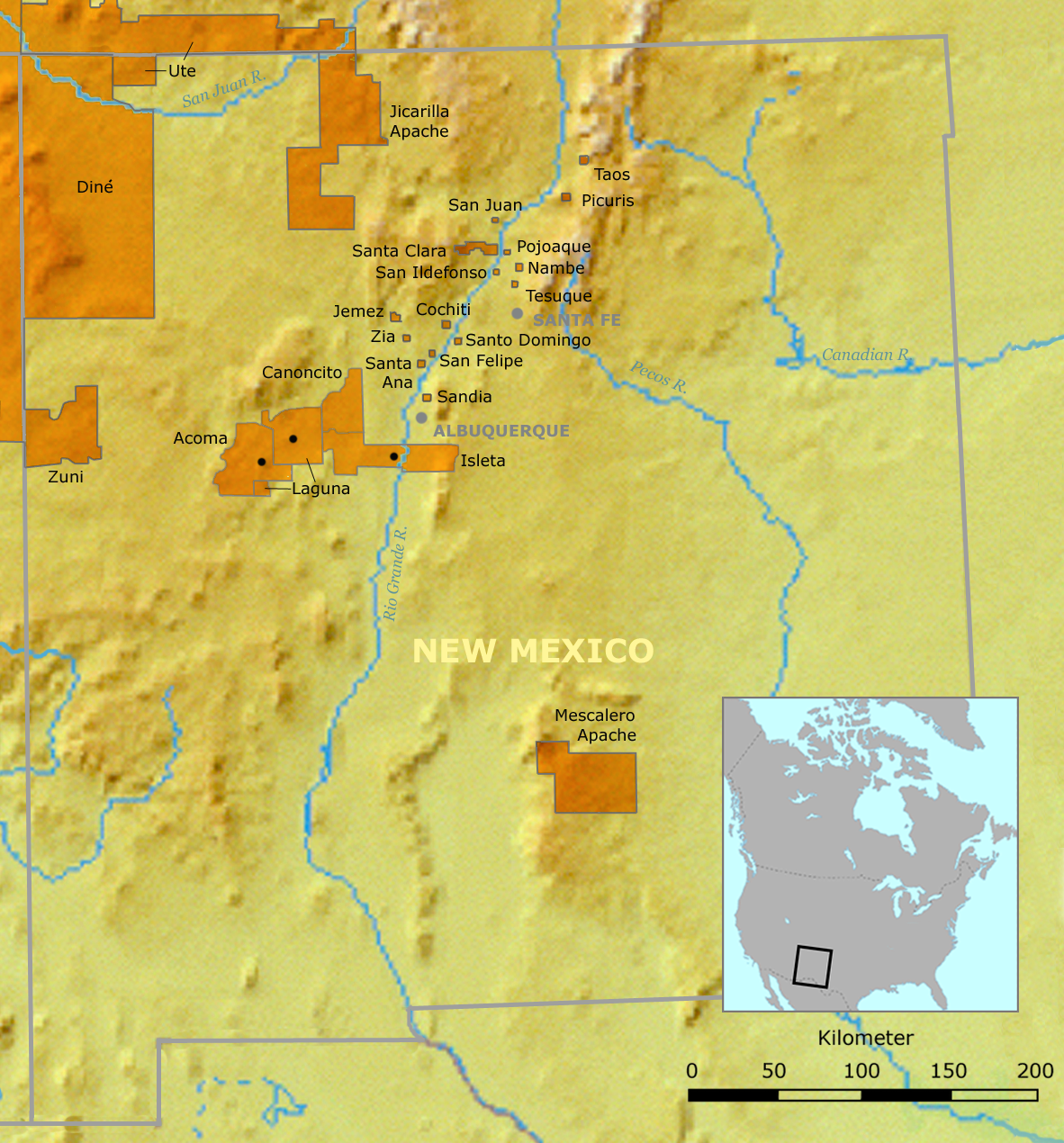
ニューメキシコ州のプエブロの地図

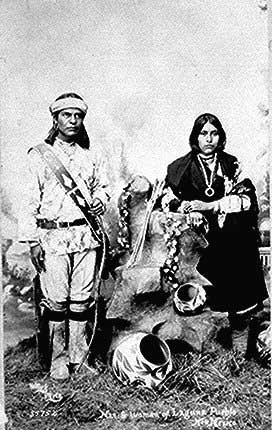
ラグナ・プエブロの住人

現在、アメリカ連邦政府によって、19のプエブロ族が公認され、先祖伝来の領土を保留地として領有し続けている。「イスレタ族」のもうひとつのバンド「イスレタ・デル・スル族」の保留地は、連邦と州の領土事情でニューメキシコ州ではなくテキサス州に含まれている。また、ホピ族、ズニ族はプエブロ族に含まれていない。
「サン・ファン・デ・グアダルーペ・プエブロ・バンド」と「グアダルーペ・プエブロ・バンド」の二つの部族は連邦から公認されておらず、彼らは「ピロ・マンソー・ティワ・インディアン部族」として連邦承認を要求中である。

### アメリカ連邦政府公認のプエブロ部族
| 部族               | 言語               |
| ------------------ | ------------------ |
| アコマ             | ケレス語           |
| コチティ           | ケレス語           |
| イスレタ           | ティワ語           |
| ヘメス             | トワ語             |
| ラグナ             | ケレス語           |
| ナンベ             | プエブロ語、テワ語 |
| ピキュリス         | ティワ語           |
| ポホアケ           | テワ語             |
| サンディア         | ティワ語           |
| サンフェリペ       | ケレス語           |
| サンイルデフォンソ | テワ語             |
| サンフアン         | テワ語             |
| サンタアナ         | ケレス語           |
| サンタクララ       | テワ語             |
| サントドミンゴ     | ケレス語           |
| タオス             | ティワ語           |
| テスケ             | プエブロ語、テワ語 |
| ジア               | ケレス語           |

### アメリカ合衆国政府が公認していないプエブロ部族
- ピロ（Piro）またはピル（Piru） プエブロの反乱に参加しなかった。
- Cicuye

## 言語による分類
プエブロはそれぞれの言語によって大きく4つのグループに分けられている。
| 語族                                                    | 言語グループ           | 部族                                                                                               |
| ------------------------------------------------------- | ---------------------- | -------------------------------------------------------------------------------------------------- |
| タノア語 （カイオワ=タノア語族のひとつ。）              | 北部テワ語グループ     | - サンイルデフォンソ族 - サンタクララ族 - サンフアン族 - テスケ族 - ナンベ族 - ハノ族 - ポホアケ族 |
| タノア語 （カイオワ=タノア語族のひとつ。）              | 南部テワ語グループ     | - タノ族                                                                                           |
| タノア語 （カイオワ=タノア語族のひとつ。）              | ティワ語グループ       | - イスレタ族 - イスレタ・デル・スル族 - サンディア族 - タオス族 - ピキュリス族                     |
| タノア語 （カイオワ=タノア語族のひとつ。）              | ヘメス語グループ       | - ペコス族 - ヘメス族                                                                              |
| タノア語 （カイオワ=タノア語族のひとつ。）              | ピロ語グループ         | - セネキュ族 - セネキュ・デル・スル族                                                              |
| ケレサン語族                                            | 東グループ（ケレス語） | - コチティ族 - サン・フェリペ族 - サンタ・アナ族 - サント・ドミンゴ族 - ジア族                     |
| ケレサン語族                                            | 西グループ             | - アコマ族 - ラグナ族 - その周辺村落                                                               |
| ショーショーニー語系 （ユト・アズテック語族のひとつ。） | ホピ語グループ         | - オライビ族 - シチョモヴィ族 - シパウロヴィ族 - ションゴポヴィ族 - ミショングノヴィ族 - ワルピ族  |
| 独立系                                                  | ズニ語                 | |